# Oligonychus bessardi
Oligonychus bessardi är en spindeldjursart som beskrevs av Gutierrez 1966. Oligonychus bessardi ingår i släktet Oligonychus och familjen Tetranychidae. Inga underarter finns listade i Catalogue of Life.